# 博普塔茨瓦纳
博普塔茨瓦納共和國，通稱博普塔茨瓦納，是一個班圖斯坦（亦稱為“家園”，是為特定種族人士預留的區域），1977年被南非種族隔離政權宣布為名義上的獨立國家。然而，與其他班圖斯坦（特蘭斯凱、文達以及西斯凱）一樣，其獨立性從未獲南非以外的任何國家所承認。
博普塔茨瓦納是繼特蘭斯凱之後，第二個被宣佈為獨立國家的班圖斯坦。其領土是由幾塊分散的飛地拼湊而成的，分佈在當時的開普省、奧蘭治自由邦省以及德蘭士瓦省。
在博普塔茨瓦納解散前的最後幾天，其境內發生的事件使右翼阿非利卡人抵抗南非民主化的力量減弱與分裂。
1994年4月27日，隨著南非《臨時憲法》生效，博普塔茨瓦納重新併入南非。其原領土範圍分佈在新省份自由邦省、豪登省與西北省之間。

## 歷史

### 建立
在1961年，由茨瓦納領土管理局管理的地區（包括前土著保護區在內）是唯一劃分給茨瓦納人的“家園”。該地區在1971年獲得名義上的自治，並於次年舉行選舉。
在1977年選舉之後，博普塔茨瓦納民主黨獲得多數議席，而黨主席盧卡斯·曼戈普則成為總統。

### 獨立與國際反應
1977年12月6日，博普塔茨瓦納於名義上獨立。然而，博普塔茨瓦納的獨立性未獲得南非與特蘭斯凱（首個獲得名義上獨立的“家園”）以外的任何政府承認。此外，博普塔茨瓦納後來得到“特博文西四國”中的其餘兩個國家——文達與西斯凱的承認。
總統曼戈普支持獨立，聲稱此舉將令人民能夠以更強勢的立場與南非進行談判：“我們寧願管理一塊支離破碎的領土，但外面世界以及對情況不了解的人卻在憤怒地指責。這是我們準備為掌握自己命運而付出的代價”。
聯合國秘書長庫爾特·瓦爾德海姆表示，他“強烈譴責”根據種族隔離制度的不信任政策而建立的“另一個所謂獨立部落家園”。在1977年12月14日通過的A/RES/32/105N號決議中，聯合國大會將博普塔茨瓦納的“所謂『獨立』”與南非對其政策的“固執追求”聯繫起來，並呼籲所有政府“拒絕以任何形式承認所謂『獨立』的班圖斯坦”。
在1977年12月6日英國議會辯論期間，外交大臣大衛·歐文在被問及“女王陛下政府是否打算承認訪問英國的旅客所持有的博普塔茨瓦納旅行證件”時，他作出答覆是否定的。
雖然大多數新聞報導都讚同這些官方聲明，但亦有部分人認為西方評論家應該“暫時停止判斷”。儘管西方對南非的政策普遍持批評態度，但《時代雜誌》則寫道，博普塔茨瓦納具有“巨大的經濟潛力”，預計每年有3,000萬美元收入來自採礦業。
然而，儘管官方處於孤立狀態，但姆馬巴托政府還是設法在以色列特拉維夫設立了一個貿易代表團，並與鄰國博茨瓦納開展了一些業務，藉此來動搖其態度；此外，為了促進跨境旅行，博茨瓦納同意作出沒有官方承認的“非正式安排”。
20世紀80年代，博普塔茨瓦納在以色列維持著一個非官方的“大使館”，毗鄰英國駐特拉維夫大使館。以色列外交部反對“大使館”的存在，因為以色列並不承認博普塔茨瓦納為一個國家。然而，班圖斯坦總統盧卡斯·曼戈普在訪問以色列期間依然能夠與摩西·達揚等著名人物會面。
在1982年選舉中，民主黨贏得全部72個由選舉所產生的議席。其後，該黨在1987年選舉中亦取得絕大多數議席。

### 連串政變
1988年2月10日，人民進步黨的羅基·馬班-梅特辛通過軍事政變接管了政府，成為博普塔茨瓦納總統。梅特辛指責曼戈普腐敗，並聲稱最近的選舉被政府操縱與利用。防衛軍發表聲明指，“嚴重和令人不安的問題”已經出現，因為曼戈普與一位蘇聯千萬富翁移民關係密切。
隨後，南非防衛軍進入博普塔茨瓦納，並恢復曼戈普的總統身份，使他得以繼續執政。當時的南非國家總統彼得·威廉·波塔稱，“南非政府原則上反對通過暴力來獲取或維持權力”。
在1990年，博普塔茨瓦納發生了第二次企圖政變，大約有50,000名抗議者要求總統就處理經濟問題失當而請辭。據《紐約時報》報導，“在裝甲車上的警察手持步槍向人群發射橡皮子彈，並使用催淚彈之後”，造成7人死亡、450人受傷。
在曼戈普向南非政府尋求幫助後，他宣布進入緊急狀態，並“出於政治原因”切斷與該地區的電話聯繫，又聲稱“一般的法律已經不合適”。人權觀察估計抗議者人數約為150,000人。

### 1994年危機
1994年初，南非正邁向民主化，但總統盧卡斯·曼戈普抵制在博普塔茨瓦納舉行的選舉，並反對將該領土重新併入南非。博普塔茨瓦納防衛軍向罷工的公務員開槍引致騷亂加劇，造成40人受傷。曼戈普的立場越來越強硬，他拒絕了獨立選舉委員會主席約翰·克里格勒法官在博普塔茨瓦納領土上進行自由政治活動的請求，並將博普塔茨瓦納廣播公司的工作人員解僱，又關閉了兩家電視台與三家廣播電台。
隨著有關騷亂增加以及非國大支持者在博普塔茨瓦納邊境集結的傳聞出現，曼戈普邀請右翼政黨阿非利卡人人民陣線的領導人康斯坦德·維爾容將軍協助維持和平。包括白人至上主義組織阿非利卡人抵抗運動在內的阿非利卡人匆忙集會與動員，他們藉此機會進入博普塔茨瓦納，並試圖恢復種族隔離現狀。阿非利卡人抵抗運動的成員穿着制服，武裝進入姆馬巴托/梅富根地區，射殺了許多手無寸鐵的平民，又阻擋道路，並打傷了許多人。
當中部分成員被博普塔茨瓦納防衛軍和警察射殺，他們被迫撤退。一名乘坐藍色梅賽德斯-賓士汽車的阿非利卡人抵抗運動成員向沿途的人開槍，隨後博普塔茨瓦納警察向該車開火。司機尼古拉斯·福里以及他的兩名乘客立即投降，並解除武裝。其後，媒體獲允許拍攝嚴重受傷的囚犯，他們之後被博普塔茨瓦納警察奧恩特拉梅策·伯恩斯坦·梅恩亞措埃處決。這些殺戮證明了白人右翼軍事反對民主改革的結束。
1994年3月12日，曼戈普被南非政府和過渡執行委員會罷免博普塔茨瓦納總統一職。隨後，南非駐博普塔茨瓦納大使賈爾特·范·德·沃爾特博士被任命為該地區的新行政長官。

### 解散
1994年4月27日，隨著第一次多種族選舉舉行以及南非《臨時憲法》生效，種族隔離正式結束，而博普塔茨瓦納亦不復存在，再次成為南非的一部分。
組成這個國家的7塊飛地分別被吸收到自由邦省、豪登省以及西北省。首都姆馬巴托與梅富根合併，而合併後的城市則成為現今西北省的首府。

## 地理

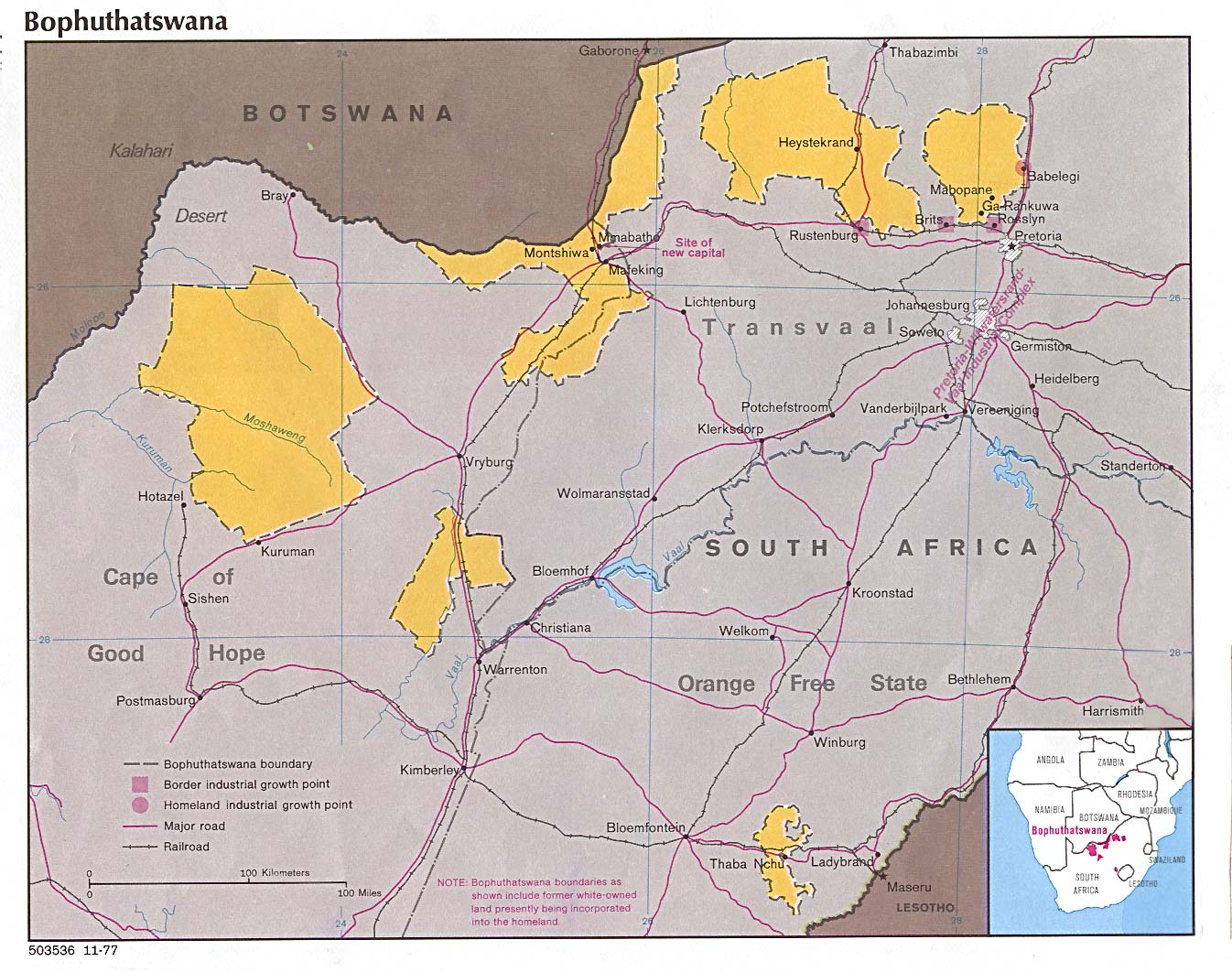
1977年的博普塔茨瓦納。

### 領土
博普塔茨瓦納的面積約為40,000平方公里，由七塊飛地組成，分佈在開普省、奧蘭治自由邦省以及德蘭士瓦省三個南非前省份內。其中六塊飛地的距離相對較近，當中三塊位於開普省，而其餘三塊則位於德蘭士瓦省。至於第七塊飛地則位於布隆方丹與萊索托邊境之間的奧蘭治自由邦省。
在七塊飛地中，有一塊飛地與博茨瓦納接壤，而兩塊飛地則位於比勒陀利亞及其周邊工業區附近。雖然加-蘭古華、馬保皮恩等飛地的鄉鎮位於博普塔茨瓦納，但這些鄉鎮依然繼續提供勞動力來源。至於其他飛地同樣位於南非城市附近，例如勒斯滕堡和布隆方丹。
首都姆馬巴托位於與博茨瓦納接壤的飛地內。
由於南非政府經常將其領土併入博普塔茨瓦納，使得博普塔茨瓦納的領土與邊界並不穩定。在1977年宣布“獨立”時，博普塔茨瓦納最初由六塊飛地組成，但在重新併入南非之前卻增至七塊飛地。另一個例子為梅富根，博普塔茨瓦納於1977年獲得“獨立”後，梅富根位於其邊界以外，但當地於1980年公民投票後併入博普塔茨瓦納。

## 人口
建立“家園”的目的是為了安置茨瓦納人。1983年，博普塔茨瓦納擁有超過1,430,000名居民；而到了1990年則估計有2,352,296人。博普塔茨瓦納只有10%的土地可耕種，當中灌叢覆蓋了大部分耕地。
雖然博普塔茨瓦納大部分人口都說茨瓦納語，但憲法將茨瓦納語、英語以及南非語都指定為官方語言。

## 經濟
博普塔茨瓦納是“特博文西四國”之中最富有的國家，這得益於擁有鉑礦，其鉑礦佔西方國家鉑總產量的三分之二。此外，博普塔茨瓦納還蘊藏大量石棉、花崗岩、釩、鉻以及錳。博普塔茨瓦納的額外收入來自太陽城賭場，該賭場距離約翰內斯堡與比勒陀利亞不遠，在國民黨政府統治下的南非，賭博是屬於非法的。
除此之外，博普塔茨瓦納還發行了不記名發展債券。所謂的“波普債券”不獲南非承認或贖回，並且作為金融工具而言毫無價值。但是，處於良好狀態的債券是可以收回的。目前，在1988年及1989年時以10蘭特與20蘭特面額發行的債券的交易價格僅為原本面值的10%至25%。

## 安全部隊

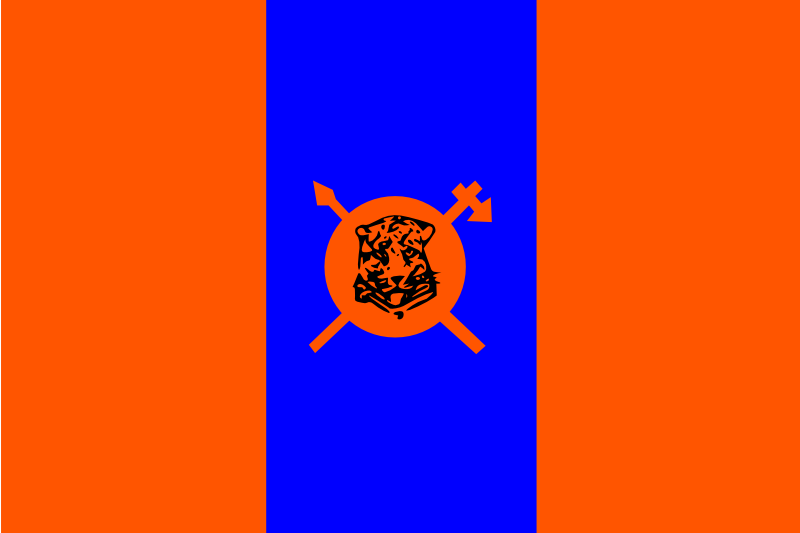
博普塔茨瓦納防衛軍旗幟。

在博普塔茨瓦納防衛軍即將解散時，軍隊估計有4,000名士兵，其中大多數為步兵。博普塔茨瓦納防衛軍由六個軍區組成，地面部隊包括兩個步兵營，擁有兩輛裝甲運兵車。博普塔茨瓦納空軍擁有150人、三架戰鬥機以及兩架武裝直升機。總統為最高統帥，並獲授權執行跨境行動以及在國內部署武裝部隊。
在1994年解散前的最後幾天，博普塔茨瓦納警方共有6,002名警察，在全境共56個警察局內展開工作。
隨著博普塔茨瓦納於1994年解散，博普塔茨瓦納防衛軍及博普塔茨瓦納警察分別被併入南非國防軍及南非警察局。

## 硬幣
博普塔茨瓦納是首個、亦是唯一自行鑄造硬幣的班圖斯坦。然而，博普塔茨瓦納所發行的兩種硬幣僅用於證明其擁有鑄造硬幣的能力，南非蘭特依然是官方貨幣。